# Улица Консервна (филм)
„Улица Консервна“ (на английски: Cannery Row) е комедия, драма, която излиза на екран през 1982 година и е адаптация по едноименния роман на Джон Стайнбек. Режисирана от Дейвид С. Уорд, с участието на Ник Нолти и Дебра Уингър.

## Сюжет
Опустелите консервни фабрики са замрели след като сарделите са напуснали водите на залива, но животът на улицата продължава. Тук са Док, морски биолог и важна фигура в малката общност. Сузи, добродушна новодомка, която се е отклонила от правия път. Мак, Хейзъл и останалите момчета, които старателно избягват да работят. Хотелът „Мечо знаме“ с неговите момичета.

## В ролите
| Актьор           | Роля          |
| ---------------- | ------------- |
| Ник Нолти        | Док           |
| Дебра Уингър     | Сузи          |
| Одра Линдли      | Фауна         |
| Майкъл Емет Уолш | Мак           |
| Том Махони       | Хюи           |
| Джон Малой       | Джоунс        |
| Джеймс Кийн      | Еди           |
| Съншайн Паркър   | врачка        |
| Розана Десото    | Елън Седжуик  |
| Франк Макрей     | Хейзъл        |
| Сантос Моралес   | Йосиф и Мария |
| Ан Локхарт       | барманка      |
| Джон Хюстън      | разказвач     |